# Симплинг (обработка процессов)
Симплинг или же сэмплинг обработки сигналов представляет собой преобразование сигнала непрерывного времени в сигнал дискретного времени. Распространенным примером является преобразование звуковой волны в последовательность «сэмплов». Сэмплинг — это значение сигнала в определенный момент времени и / или пространства; это определение отличается от использования в статистике, которое относится к набору таких значений.
Сэмплер — это подсистема или операция, которая извлекает выборки из непрерывного сигнала. Теоретический идеальный сэмплер выдает выборки, эквивалентные мгновенному значению непрерывного сигнала в желаемых точках.
Исходный сигнал может быть восстановлен из последовательности выборок, вплоть до предела Найквиста, путем пропускания последовательности выборок через фильтр нижних частот, называемый фильтром восстановления.

## Теория
О Теореме выборке Найквиста-Шеннона
Сэмплинг может выполняться для функций, изменяющихся в пространстве, времени или любом другом измерении, и аналогичные результаты получаются в двух или более измерениях.
Для функций, которые меняются со временем, пусть s (t) — непрерывная функция (или «сигнал»), подлежащая выборке, и пусть Сэмплинг выполняется путем измерения значения непрерывной функции каждые T секунд, что называется интервалом выборки или периодом выборки. Затем функция выборки задается последовательностью:
s(nT), для целых значений n.
Частота дискретизации или частота дискретизации, f s, представляет собой среднее количество выборок, полученных за одну секунду, таким образом, f s = 1 / T. Его единицами измерения являются выборки в секунду или герц, например, 48 кГц — это 48 000 выборок в секунду.
Восстановление непрерывной функции из выборок выполняется с помощью алгоритмов интерполяции. Формула интерполяции Уиттекера-Шеннона математически эквивалентна идеальному фильтру нижних частот, вход которого представляет собой последовательность дельта-функций Дирака, которые модулируются (умножаются) на значения выборки. Когда интервал времени между соседними Сэмплингами является постоянным (T), последовательность дельта-функций называется гребенкой Дирака. Математически модулированная гребенка Дирака эквивалентна произведению гребенчатой функции на s(t). Эту чисто математическую абстракцию иногда называют импульсной выборкой.
Большинство сэмплированных сигналов не просто сохраняются и восстанавливаются. Но точность теоретической реконструкции является обычной мерой эффективности выборки. Эта точность снижается, когда s (t) содержит частотные компоненты, периодичность которых меньше двух выборок; или, что эквивалентно, отношение циклов к Сэмплингм превышает ½ (см. Сглаживание). Величина ½  циклов/Сэмплинг × f с  выборок/сек = f с/2 цикла/сек (герц) известна как частота Найквиста сэмплера. Следовательно, s(t) обычно является выходным сигналом фильтра нижних частот, функционально известного как фильтр сглаживания. Без фильтра сглаживания частоты, превышающие частоту Найквиста, будут влиять на выборки таким образом, что процесс интерполяции будет неверно истолкован.

## Практические соображения
На практике непрерывный сигнал дискретизируется с использованием аналого-цифрового преобразователя (АЦП), устройства с различными физическими ограничениями. Это приводит к отклонениям от теоретически идеальной реконструкции, которые в совокупности называются искажениями.
Могут возникать различные типы искажений, в том числе:
- Сглаживание. Некоторая степень сглаживания неизбежна, потому что только теоретические, бесконечно длинные функции не могут иметь частотного содержимого выше частоты Найквиста. Сглаживание можно сделать сколь угодно малым, используя достаточно большой порядок сглаживающего фильтра.
- Ошибка диафрагмы возникает в результате того факта, что Сэмплинг получается как среднее значение по времени в пределах области выборки, а не просто равна значению сигнала в момент выборки. В схеме выборки и удержания на основе конденсатора ошибки диафрагмы вводятся несколькими механизмами. Например, конденсатор не может мгновенно отслеживать входной сигнал, и конденсатор не может быть мгновенно изолирован от входного сигнала.
- Дрожание или отклонение от точных временных интервалов выборки.
- Шум, включая шум теплового датчика, шум аналоговой схемы и т. д.
- Ошибка ограничения скорости нарастания, вызванная неспособностью входного значения АЦП изменяться достаточно быстро.
- Квантование как следствие конечной точности слов, которые представляют преобразованные значения.
- Ошибка из-за других нелинейных эффектов отображения входного напряжения на преобразованное выходное значение (в дополнение к эффектам квантования).

Хотя использование передискретизации может полностью устранить ошибку диафрагмы и сглаживание, смещая их за пределы полосы пропускания, этот метод практически не может быть использован выше нескольких ГГц и может быть чрезмерно дорогим на гораздо более низких частотах. Кроме того, хотя передискретизация может уменьшить ошибку квантования и нелинейность, она не может полностью устранить их. Следовательно, практические АЦПна звуковых частотах обычно не имеют сглаживания, ошибки диафрагмы и не ограничены ошибкой квантования. Вместо этого доминирует аналоговый шум. На радиочастотных и микроволновых частотах, где передискретизация непрактична, а фильтры дороги, ошибка диафрагмы, ошибка квантования и сглаживание могут быть существенными ограничениями.
Дрожание, шум и квантование часто анализируются путем моделирования их как случайных ошибок, добавленных к значениям выборки. Эффекты интегрирования и удержания нулевого порядка могут быть проанализированы как форма фильтрации нижних частот. Нелинейности АЦПили ЦАПанализируются путем замены отображения идеальной линейной функции предложенной нелинейной функцией.

## Приложения

### Сэмплирование звука
Цифровой звук использует импульсно-кодовую модуляцию (PCM) и цифровые сигналы для воспроизведения звука. Это включает в себя аналого-цифровое преобразование (АЦП), цифроаналоговое преобразование (ЦАП), хранение и передачу. По сути, система, обычно называемая цифровой, на самом деле является аналогом предыдущего электрического аналога с дискретным временем и дискретным уровнем. В то время как современные системы могут быть довольно тонкими в своих методах, основная полезность цифровой системы заключается в способности сохранять, извлекать и передавать сигналы без потери качества.
Когда необходимо захватить звук, охватывающий весь диапазон человеческого слуха 20-20 000 Гц, например, при записи музыки или многих типов акустических событий, звуковые сигналы обычно сэмплируются на частоте 44,1 кГц (CD), 48 кГц, 88,2 кГц или 96 кГц. Требование приблизительно двойной скорости является следствием теоремы Найквиста. Частоты дискретизации выше примерно от 50 кГц до 60 кГц не могут предоставить более полезную информацию для слушателей-людей. По этой причине ранние производители профессионального аудиооборудования выбирали частоту дискретизации в диапазоне от 40 до 50 кГц.
В отрасли наблюдается тенденция к увеличению частоты дискретизации, значительно превышающей базовые требования: например, 96 кГц и даже 192 кГц. Несмотря на то, что ультразвуковые частоты не слышны для людей, запись и микширование с более высокой частотой дискретизации эффективны для устранения искажений, которые могут быть вызваны сгибанием. И наоборот, ультразвуковые звуки могут взаимодействовать и модулировать слышимую часть частотного спектра (интермодуляционные искажения), ухудшая точность воспроизведения. Одним из преимуществ более высоких частот дискретизации является то, что они могут ослабить требования к конструкции фильтра нижних частот для АЦП и ЦАП, но с современными сигма-дельта-преобразователями с избыточной дискретизацией это преимущество менее важно.
Общество аудиотехники рекомендует частоту дискретизации 48 кГц для большинства приложений, но допускает распознавание 44,1 кГц для компакт-дисков (CD) и других потребительских применений, 32 кГц для приложений, связанных с передачей, и 96 кГц для более высокой полосы пропускания или ослабленной фильтрации со сглаживанием. Как Lavry Engineering, так и J. Robert Stuart утверждают, что идеальная частота дискретизации должна составлять около 60 кГц, но поскольку это не стандартная частота, рекомендуется использовать 88,2 или 96 кГц для целей записи.
Более полный список распространенных частот дискретизации звука:
| Частота дискретизации | Использование |
| --------------------- | --- |
| 8000 Гц               | Телефонная и зашифрованная рация, беспроводная внутренняя связь и беспроводная передача микрофона; подходит для человеческой речи, но без шипения (ess звучит как eff (/ s/, / f /)). |
| 11 025 Гц             | Одна четверть частоты дискретизации аудио компакт-дисков; используется для более низкого качества PCM и MPEG аудио и для анализа звука полос сабвуфера. |
| 16 000 Гц             | Расширение широкополосной частоты по сравнению со стандартной телефонной узкополосной 8000 Гц. Используется в большинстве современных коммуникационных продуктов VoIP и VVoIP. |
| 22 050 Гц             | Вдвое меньше частоты дискретизации аудио компакт-дисков; используется для аудио PCM и MPEG низкого качества и для аудио анализа низкочастотной энергии. Подходит для оцифровки аудиоформатов начала 20-го века, таких как 78s и AM Radio. |
| 32 000 Гц             | Цифровая видеокамера MiniDV, видеокассеты с дополнительными каналами звука (например, DVCAM с четырьмя каналами звука), DAT (режим LP), цифровое спутниковое радио Германии, цифровое аудио NICAM, используемое наряду с аналоговым телевизионным звуком в некоторых странах. Высококачественные цифровые беспроводные микрофоны. Подходит для оцифровки FM-радио. |
| 37 800 Гц             | CD-XA аудио |
| 44 056 Гц             | Используется цифровым звуком, привязанным к цветным видеосигналам NTSC (3 сэмпла на строку, 245 строк на поле, 59,94 поля в секунду = 29,97 кадра в секунду). |
| 44 100 Гц             | Audio CD, также чаще всего используется для записи аудио в формате MPEG-1 (VCD, SVCD, MP3). Первоначально был выбран Sony, потому что его можно было записывать на модифицированное видеооборудование, работающее со скоростью 25 кадров в секунду (PAL) или 30 кадров в секунду (с использованием монохромного видеомагнитофона NTSC) и охватывать полосу пропускания 20 кГц, которая считалась необходимой для соответствия профессиональному аналоговому записывающему оборудованию того времени. Адаптер PCM позволяет подключать цифровые аудиосэмплы к аналоговому видеоканалу, например, видеокассет PAL, используя 3 сэмпла на строку, 588 строк на кадр, 25 кадров в секунду. |
| 47 250 Гц             | первый в мире коммерческий PCM-звукозаписывающий аппарат фирмы Nippon Columbia (Denon) |
| 48 000 Гц             | Стандартная частота дискретизации звука, используемая профессиональным цифровым видеооборудованием, таким как магнитофоны, видеосерверы, микшеры и так далее. Эта скорость была выбрана потому, что она могла восстанавливать частоты до 22 кГц и работать с видео NTSC со скоростью 29,97 кадров в секунду, а также с системами 25 кадров / с, 30 кадров / с и 24 кадра / с. При использовании систем со скоростью 29,97 кадра в секунду необходимо обрабатывать 1601,6 звуковых сэмплов на кадр, обеспечивая целое число звуковых сэмплов только на каждый пятый видеокадр. Также используется для воспроизведения звука в потребительских видеоформатах, таких как DV, цифровое телевидение, DVD и фильмы. Профессиональный последовательный цифровой интерфейс (SDI) и последовательный цифровой интерфейс высокой четкости (HD-SDI), используемые для соединения оборудования вещательного телевидения вместе, используют эту частоту дискретизации звука. Большинство профессиональных аудиоустройств использует сэмплирование 48 кГц, включая микшерные пульты и цифровые записывающие устройства. |
| 50 000 Гц             | Первые коммерческие цифровые аудиомагнитофоны конца 70-х годов от 3M и Soundstream. |
| 50 400 Гц             | Частота дискретизации, используемая цифровым аудиомагнитофоном Mitsubishi X-80. |
| 64 000 Гц             | Редко используется, но поддерживается некоторым оборудованием и программным обеспечением. |
| 88 200 Гц             | Частота дискретизации, используемая некоторым профессиональным записывающим оборудованием, когда адресатом является CD (кратно 44 100 Гц). Некоторые устройства pro audio gear используют (или могут выбирать) сэмплирование частотой 88,2 кГц, включая микшеры, эквалайзеры, компрессоры, ревербераторы, кроссоверы и записывающие устройства. |
| 96 000 Гц             | DVD-Аудио, некоторые дорожки LPCM DVD, звуковые дорожки BD-ROM (Blu-ray Disc), звуковые дорожки HD DVD (DVD высокой четкости). Некоторое профессиональное записывающее и производственное оборудование способно выбирать дискретизацию 96 кГц. Эта частота дискретизации в два раза превышает стандартную частоту 48 кГц, обычно используемую для воспроизведения звука на профессиональном оборудовании. |
| 176 400 Гц            | Частота дискретизации, используемая записывающими устройствами HDCD и другими профессиональными приложениями для производства компакт-дисков. В четыре раза превышает частоту 44,1 кГц. |
| 192 000 Гц            | DVD-Audio, некоторые дорожки LPCM DVD, звуковые дорожки BD-ROM (Blu-ray Disc) и звуковые дорожки HD DVD (DVD высокой четкости), устройства записи звука высокой четкости и программное обеспечение для редактирования звука. Эта частота дискретизации в четыре раза превышает стандартную частоту 48 кГц, обычно используемую при воспроизведении звука на профессиональном видеооборудовании. |
| 352 800 Гц            | Digital eXtreme Definition, используется для записи и редактирования компакт-дисков Super Audio, так как 1-битный Direct Stream Digital (DSD) не подходит для редактирования. В восемь раз превышает частоту 44,1 кГц. |
| 2,822,400 Гц          | SACD, 1-битный процесс дельта-сигма модуляции, известный как Direct Stream Digital, совместно разработанный Sony и Philips. |
| 5 644 800 Гц          | Двухскоростной DSD, 1-битный прямой цифровой поток со скоростью, в 2 раза превышающей скорость SACD. Используется в некоторых профессиональных DSD-рекордерах. |
| 11 289 600 Гц         | Четырехскоростной DSD, 1-битный прямой цифровой поток со скоростью, в 4 раза превышающей скорость SACD. Используется в некоторых необычных профессиональных DSD-рекордерах. |
| 22 579 200 Гц         | Восьмикратный DSD, 1-битный прямой цифровой поток со скоростью, в 8 раз превышающей скорость SACD. Используется в редких экспериментальных DSD-регистраторах. Также известен как DSD512. |

#### Разрядность
Аудио обычно записывается с глубиной 8, 16 и 24 бита, что дает теоретическое максимальное отношение сигнал/ шум квантования (SQNR) для чистой синусоидальной волны, приблизительно равное 49,93 дБ, 98,09 дБ и 122,17 дБ. Аудио качества CD использует 16-битовые выборки. Тепловой шум ограничивает истинное количество битов, которые могут быть использованы при квантовании. Немногие аналоговые системы имеют отношение сигнал / шум (SNR), превышающее 120 дБ. Однако, операции цифровой обработки сигналов могут иметь очень большой динамический диапазон, поэтому обычно операции микширования и мастеринга выполняются с точностью до 32 бит, а затем преобразуются в 16 или 24 бита для распространения.

#### Сэмплирование речи
Речевые сигналы, то есть сигналы, предназначенные для передачи только человеческой речи, обычно могут быть отобраны с гораздо меньшей скоростью. Для большинства фонем почти вся энергия содержится в диапазоне 100 Гц-4 кГц, что позволяет использовать частоту дискретизации 8 кГц. Это частота дискретизации, используемая почти всеми телефонными системами, которые используют спецификации выборки и квантования G.711.

### Сэмплирование видео
Телевидение стандартной четкости (SDTV) использует либо разрешение 720 на 480 пикселей (US NTSC 525-line), либо разрешение 720 на 576 пикселей (UK PAL 625-line) для видимой области изображения.
Телевидение высокой четкости (HDTV) использует 720p (прогрессивное), 1080i (чересстрочное) и 1080p (прогрессивное, также известное как Full-HD).
В цифровом видео временная частота дискретизации определяется частотой кадров — или, скорее, частотой поля — а не условной тактовой частотой пикселей. Частота дискретизации изображения — это частота повторения периода интеграции датчика. Поскольку период интегрирования может быть значительно короче времени между повторениями, частота дискретизации может отличаться от обратной величины времени выборки:
- 50 Гц — PAL видео
- 60 / 1.001 Гц ~ = 59.94 Гц — NTSC видео

Цифроаналоговые преобразователи видео работают в диапазоне мегагерц (от ~ 3 МГц для композитных видеомагнитофонов низкого качества на ранних игровых консолях до 250 МГц или более для вывода VGA с самым высоким разрешением).
При преобразовании аналогового видео в цифровое происходит другой процесс дискретизации, на этот раз с частотой пикселей, соответствующей пространственной частоте дискретизации вдоль линий сканирования. Общая частота дискретизации пикселей равна:
- 13,5 МГц — CCIR 601, видео D1

Пространственная дискретизация в другом направлении определяется расстоянием между линиями сканирования в растре. Частота дискретизации и разрешение в обоих пространственных направлениях могут быть измерены в единицах строк на высоту изображения.
Пространственное сглаживание высокочастотных компонентов видео с яркостью или цветностью проявляется в виде муарового узора.

### Трехмерная Сэмплинг
Процесс объемного рендеринга сэмплирует трехмерную сетку вокселов для получения 3D-рендеринга нарезанных (томографических) данных. Предполагается, что трехмерная сетка представляет собой непрерывную область трехмерного пространства. Визуализация объема распространена в медицинской визуализации, например, при рентгеновской компьютерной томографии (КТ / КАТ), магнитно-резонансной томографии (МРТ), позитронно-эмиссионной томографии (ПЭТ). Он также используется для сейсмической томографии и других приложений.
Два верхних графика изображают преобразования Фурье двух разных функций, которые дают одинаковые результаты при выборке с определенной скоростью. Функция основной полосы частот дискретизируется быстрее, чем ее частота Найквиста, а функция полосы пропускания имеет недостаточную дискретизацию, что эффективно преобразует ее в основную полосу частот. Нижние графики показывают, как идентичные спектральные результаты создаются псевдонимами процесса выборки.

## Недостаточная дискретизация
Когда полосовой сигнал дискретизируется медленнее, чем его скорость Найквиста, выборки неотличимы от выборок низкочастотного псевдонима высокочастотного сигнала. Это часто делается целенаправленно таким образом, чтобы псевдоним самой низкой частоты удовлетворял критерию Найквиста, поскольку полосовой сигнал по-прежнему представлен уникальным образом и может быть восстановлен. Такая недостаточная дискретизация также известна как полосовая дискретизация, гармоническая дискретизация, дискретизация IF и прямое преобразование IF в цифровое преобразование.

## Передискретизация
Передискретизация используется в большинстве современных аналого-цифровых преобразователей для уменьшения искажений, вносимых практическими цифроаналоговыми преобразователями, такими как удержание нулевого порядка вместо идеализаций, таких как формула интерполяции Уиттекера-Шеннона.

## Сложный Сэмплинг
Сложный Сэмплинг (или дискретизация ввода-вывода) — это одновременная сэмплинг двух разных, но связанных сигналов, в результате чего образуются пары выборок, которые впоследствии обрабатываются как комплексные числа. Когда одна форма сигнала является преобразованием Гильберта другой формы сигнала, комплекснозначная функция называется аналитическим сигналом, преобразование Фурье которого равно нулю для всех отрицательных значений частоты. В этом случае скорость Найквиста для формы сигнала без частот ≥ B может быть уменьшена до всего B (комплексные выборки / сек) вместо 2/B (реальные выборки / сек). Более очевидно, что эквивалентная форма сигнала основной полосы частот, также имеет частоту Найквиста B, поскольку все его ненулевое частотное содержимое смещено в интервал [-B/2, B/2).
Хотя комплексные выборки могут быть получены, как описано выше, они также создаются путем манипулирования Сэмплингами вещественной формы сигнала. Например, эквивалентная форма сигнала основной полосы частот может быть создана без явных вычислений путем обработки последовательности продуктов с помощью цифрового фильтра нижних частот, частота среза которого равна B/2. Вычисление только каждой другой выборки выходной последовательности уменьшает частоту дискретизации, соизмеримую с уменьшенной частотой Найквиста. В результате получается вдвое меньше комплексных выборок, чем исходное количество реальных выборок. Информация не теряется, и при необходимости можно восстановить исходную форму сигнала s (t).